# Arrows A7
O A7 é o modelo da Arrows da temporada de 1984 da Fórmula 1. Condutores: Marc Surer e Thierry Boutsen.

## Resultados[1]
(legenda) 
| Ano  | Chassi | Motor               | Pneus | N° | Pilotos         | 1   | 2   | 3   | 4   | 5   | 6   | 7   | 8   | 9   | 10  | 11  | 12  | 13  | 14  | 15  | 16  | Pontos | Posição |  |
| ---- | ------ | ------------------- | ----- | -- | --------------- | --- | --- | --- | --- | --- | --- | --- | --- | --- | --- | --- | --- | --- | --- | --- | --- | ------ | ------- |  |
|      |        |                     |       |    |                 |     |     |     |     |     |     |     |     |     |     |     |     |     |     |     |     |        |         |  |
|      |        |                     |       |    |                 | BRA | RSA | BEL | SMR | FRA | MON | CAN | USE | DAL | GBR | GER | AUT | NED | ITA | EUR | POR |        |         |  |
| 1984 | A7     | BMW M12/13 L4 turbo | G     | 17 | Marc Surer      |     |     |     | Ret |     |     |     |     | Ret | 11  | Ret | 6   | Ret | Ret | Ret | Ret | 3      | 11º     |  |
| 1984 | A7     | BMW M12/13 L4 turbo | G     | 18 | Thierry Boutsen |     |     | Ret |     | 11  | NQ  | Ret | Ret | Ret | Ret | Ret | 5   | Ret | 10  | 9   | Ret | 3      | 11º     |  |